# Valentina Bergamaschi
Valentina Bergamaschi (født 22. januar 1997) er en kvindelig italiensk fodboldspiller, der spiller angreb for italienske Milan i Serie A og Italiens kvindefodboldlandshold.
Hun har tidligere spillet for Brescia og schweiziske Neunkirch, Lugano 1976 og Rapid Lugano.
I juli 2018, skrev hun under på en professionel kontrakt med italienske AC Milan.
Hun debuterede på det italienske A-landshold i 2016 og blev udtaget af den italienske landstræner, Milena Bertolini, til VM i fodbold for kvinder 2019 i Frankrig.